# 並木あゆ
並木 あゆ（なみき あゆ、1993年7月16日 - ）は、日本のAV女優。ディクレア所属。

## 略歴・人物
兵庫県出身。2015年11月にデビューしたロリ系のAV女優。

## 出演作品

### アダルトDVD
2015年
- 夏のシロウト水着ナンパ! あなたの日焼け跡見せてください! 2（10月22日、DOC）※発売中止
- 趣味の催眠術を女の子に試してみると思いのほか術にかかってしまい僕のいいなりに!? さらにオシッコを漏らしながら自ら挿れてと懇願し、終いには「お願い中に出して!」と…（11月2日、DOC）
- 巷のアカンJKを捕獲! 拘束してHな事しちゃいました!!（11月11日、DOC）※「ありす」名義
- 某体育大学1年・水泳部 バタフライ選手 並木あゆ AVデビュー（11月20日、プレステージ）
- ギャルハメウィークエンド!! Vol.003（12月1日、プレステージ）
- 部活帰りのJKナンパ! 2 青春の香り嗅がせて下さい（12月10日、DOC）※「れい」名義

2016年
- INVIDAYS ミニスカJKの放課後社会科見学サークル AVメーカーのお仕事見学編（2月7日、デジタルアーク）
- 心斎橋ど根性ヤンキー りさ 関西援征3P生中出しプチエンジェル【プレミアム】（2月12日、FIRST STAR）※「りさ」名義
- デカ尻Tバック食い込みモロ見せ状態で、毎朝ゴミ捨て場で出会う僕を惑わせてくる年上のお姉さん達にしてヤラれた。（2月18日、SWITCH）
- 大阪ヤンキー少女列伝 親なし金なしゴムなし貞操観念もなし 「自宅に来てくれたら撮影オッケーやで〜」 通天閣出張中出し撮影（2月19日、キチックス）※「あゆ」名義
- 媚薬快楽依存変態中毒 いいなりヤンデレ女子校生生中出し孕ませSEX（2月19日、TODOManic）
- 華奢ギャル生姦 生姦懇願のドM変態ロリギャル 華奢なカラダのパイパンマ○コに膣奥射精!（2月25日、シャーク）
- プリ尻JK 下尻丸見え超ミニスカートのドスケベJK3人組（3月7日、デジタルアーク）
- パンツ見ちゃダメ! ヤキモチ妹・女子校生とビッチなお友達。 女子校生の妹が友達と遊んでいて、友達のパンチラを見ていたら妹がヤキモチをやいて、お兄ちゃんのバカ!と言って立ち去り、残った友達はもっと見たい?と言って近寄ってきてエッチした。それを見ていた妹は私もできるもんと言って一生懸命に奉仕してくれた。（3月17日、SWITCH）
- 工事現場で働く俺のむさ苦しいアパートの隣にソソる理系メガネ女子大生が越してきた。 肉体労働者でビンボーなオッサンの俺が初めて見るタイプの男で興味津々!?彼女たちの研究対象になった俺のチ○ポはじっくりと可愛がられ、たっぷり弄ばれ、熱心に研究し尽くされちゃいました!（3月17日、SOSORU×GARCON）
- 都内某所で開催されている 人妻ヤリコンパーティー（3月25日、S級素人）※「アユ」名義
- ￥ジェネ 001 〜イマドキJKギャル放課後ワリキリ処世術〜（3月25日、S級素人）※「あゆ」名義
- バレたら罰金100万円!!都内デリヘル完全攻略!! 海外から仕入れてきた怪しいギン勃ち間違い無しの勃起薬を飲んで2回戦でも勃起見せつけたら生中出しは可能なのか徹底検証!! PART2（3月25日、SCOOP）
- 出張全身剃毛サービス!! 通称チン毛剃り屋と呼ばれる新サービス業で働くエステティシャンは生チンポを見て我慢のならない欲求不満の人妻ばかりとの噂が!!そんな人妻達に強壮効果の高いインドネシアの奥地で生成されている媚薬入りお茶を飲ませてフル勃起を見せたらどうなるか!? 徹底検証!!（3月25日、SCOOP）